# Namnå Station
Namnå Station (Namnå stasjon) er en tidligere jernbanestation på Solørbanen, der ligger ved bygden Namnå i Grue kommune i Norge.
Stationen åbnede som holdeplads 3. november 1893, da banen mellem Kongsvinger og Flisa blev taget i brug. Oprindeligt hed den Navnaa, men navnet blev ændret til Navnaaen i april 1894, til Navnåen i april 1921 og endelig til Namnå 1. september 1922. Året efter, 1. juni 1923, blev den opgraderet til station. Som sådan var den bemandet indtil 1. juni 1986. Persontrafikken på banen blev indstillet 29. august 1994.
Stationsbygningen er opført i træ og er ligesom de øvrige på strækningen tegnet af Paul Due. I 2011 husede den Namnå stasjon Kunst & design. På det tidspunkt var der i øvrigt kun et farbart spor på stationen, mens et andet var overgroet.